# 黎巴嫩化
黎巴嫩化 （希伯來語：לבנוניזציה） 是一個負面政治術語，指一個繁榮、發達、政治穩定的國家陷入內戰或淪為失敗國家的過程，就像黎巴嫩內戰期間的黎巴嫩一樣。這個術語在以色列主要指該國對鄰近黎凡特國家的外交政策，最早由以色列總統西蒙·佩雷斯於1983年使用，當時指的是在1982年以色列入侵黎巴嫩後將以色列在黎巴嫩的軍事存在最小化。它與巴爾幹化類似，但僅發生在一個國家境內，不涉及國家分裂。